# نيسرية أفواه الحيوانات
نيسرية أفواه الحيوانات (الاسم العلمي: Neisseria animaloris) هي نوع من البكتيريا تتبع جنس النيسرية من فصيلة نظيرات النيسرية.